# اتصال بصري

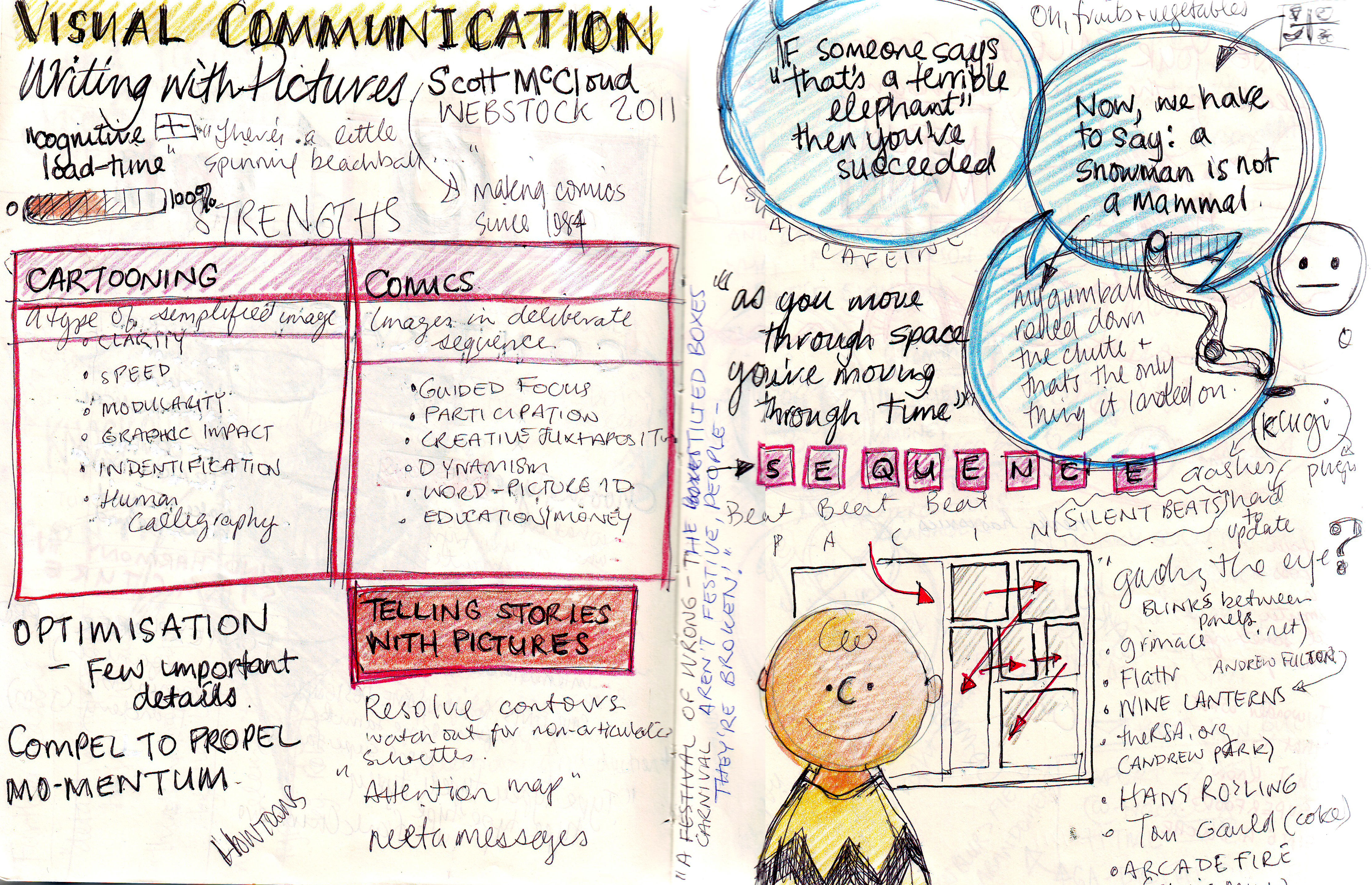

الاتصال البصري هو اتصال يتم بمساعدة حاسة النظر ويوصف بأنه استدعاء للأفكار والمعلومات في أشكال يمكن أن تُقرأ وتُرى عليها. الاتصال البصري في جزئه أو كله يتصل بالرؤية. ويقدّم أو يعبّر بالصور ثنائية البُعد، من ضمنها: العلامات، التيبوغرافيا، الرسم، التصميم الغرافيكي، التوضيحات، التصميم الصناعي، الاعلان، التحريك، اللون والمصادر الإلكترونية. وهو أيضا يكشف فكرة أن الرسالة المرئية المرفقة بالنص لها عظيم القوة لإعلام، وتعليم، أو إقناع شخص أو مستمعين.

## عرض عام

عين حورس

تقييم تصميم اتصال بصري جيد مرتكز أساسا على قياس مدى الفهم لدى المتفرجين، وليس على الأداء الجمالي و/أو الفني الشخصي تماما مثلما لا يوجد أي مبادئ عامة متفق عليها للجمال والبشاعة. باستنثاء الصور ثنائية البُعد، هناك طرق أخرى للتعبير عن المعلومة بصريا- التلويحات، لغة الجسد، التحريك (رقمي أو تناظري)، الفيلم. اتصال بصري بالبريد الالكتروني، وسيط نصي، عادة معبّر بفن أسكي، اموتيكون، والصور الرقمية المدمجة.

مصطلح 'تقديم بصري' مستعمل للدلالة على تقديم المعلومات عبر وسيط بصري مثل النص أو الصور. البحث الحديث ركّز على تصميم الويب و الاستعمالية الموجهة-غرافيكيا. مصمموا الغرافيك يستعملون كذلك أساليب الاتصال البصري في ممارساتهم الاحترافية. الاتصال البصري في الشبكة العنكبوتية ربما يعتبر أكثر اشكال الاتصال أهمية والتي تأخذ مكانها أثناء تبحّر المستعمل. عندما نتعامل بالويب أحدنا يستعمل عينيه كحاسّة أوّليّة، ولذلك التقديم البصري لموقع الويب جد مهمّ للمستعملين لفهم الرسالة أو لتمام الاتصال.

عين حورس عادة ما تدل على الاتصال البصري. يُقال انها تمثيل للكسوف، مثل الإكليل حول البؤبؤ هي كالهالة حول الشمس أثناء الكسوف الشمسي.